# Русковце (район Собранці)
Русковце (словац. Ruskovce) — село в Словаччині в районі Собранці Кошицького краю. Село розташоване на висоті 143 м над рівнем моря. Населення — 258 чол. Вперше згадується в 1418 році.

## Населення
| Рік:            | 1994. | 2004.   | 2014.    | 2024.    |
| --------------- | ----- | ------- | -------- | -------- |
| Кількість осіб: | 235   | 236     | 264      | 236      |
| Різниця:        |       | +0,42 % | +11,86 % | -10,60 % |

| Рік:            | 2023. | 2024. |
| --------------- | ----- | ----- |
| Кількість осіб: | 236   | 236   |
| Різниця:        |       | +0 %  |

## Пам'ятки
У селі є греко-католицька церква святих Петра і Павла з 1925 року, з 1963 року національна культурна пам'ятка.

## Географія
Протікає потік Дреньовець.